# 奥村幸治
奥村 幸治（おくむら こうじ 1972年 - ）は、日本の野球指導者、プロ野球チーム職員、著作家。

## 概要
兵庫県出身、兵庫県立尼崎高等学校卒業。
高校卒業後はプロ野球選手を目指して何球団もの入団テストを受けている中でオリックスブルーウェーブで打撃投手として採用される。イチローが1994年にシーズン210安打を放ったときの打撃投手を務めており、「イチローの恋人」と呼ばれていた。
イチローの打撃投手となっていたのは、イチローがプロ入りして3年目のときのことであった。初めてイチローとであったときは奥村が20歳の時でイチローが19歳のときであった。初めてイチローのバッティングを見たときに、年下にこんなに凄い選手がいるのかと舌を巻いていた。イチローに最も驚いたのは、イチローが2軍の時には皆が寝静まる深夜にこっそり部屋を出て室内練習場で練習をするのを日課としていたのだが、1軍に上がってからは全くと言ってよいほど練習をしなくなり、その理由は、体が疲れすぎるとバットを振れなくなるという話を聞いたときのことであった。
イチローのほかに田中将大を育てるのにも携わっていた。イチローも田中将大も大谷翔平も運が良いから成功できたと語る。このような一流選手として活躍できている人は、人としてのあり方が素晴らしく人から好かれる人であり、このような人であるからこそ神仏や運にも好かれると語る。
田中将大がプロ入りしたときに、田中が自主トレーニングのために奥村を訪ねてきたことがあった。この時に奥村が田中に何か困っていることはないかと聞くと、田中はチームには一回り以上年上の人もいて、このような人々とはどのように付き合えばよいのかを聞いてきた。これを奥村は、世の中というのは人と人との関わりで野球の世界では人に好かれることがプラスであるために、このことを分かっている田中を凄いと思い、田中にはまずは挨拶をきちんと言えることが大切であると答えていた。

## 著書
- イチローの哲学 一流選手は何を考え、何をしてきたのか
- 超一流の勝負力 マー君とイチローが実践した「自分を超える」思考法
- イチローの哲学 一流選手は何を考え、何をしてきたのか
- 一流の習慣術 イチローとマー君が実践する 自分力 の育て方